# 1657
Portal Geschichte | Portal Biografien | Aktuelle Ereignisse | Jahreskalender | Tagesartikel

◄ |
16. Jahrhundert |
17. Jahrhundert
| 18. Jahrhundert | ►

◄ |
1620er |
1630er |
1640er |
1650er
| 1660er | 1670er | 1680er | ►

◄◄ |
◄ |
1653 |
1654 |
1655 |
1656 |
1657
| 1658 | 1659 | 1660 | 1661 | ► | ►►
Staatsoberhäupter  · Nekrolog   · Musikjahr
| Januar | Januar | Januar | Januar | Januar | Januar | Januar | Januar |
| Kw     | Mo     | Di     | Mi     | Do     | Fr     | Sa     | So     |
| ------ | ------ | ------ | ------ | ------ | ------ | ------ | ------ |
| 1      | 1      | 2      | 3      | 4      | 5      | 6      | 7      |
| 2      | 8      | 9      | 10     | 11     | 12     | 13     | 14     |
| 3      | 15     | 16     | 17     | 18     | 19     | 20     | 21     |
| 4      | 22     | 23     | 24     | 25     | 26     | 27     | 28     |
| 5      | 29     | 30     | 31     |        |        |        |        |

| Februar | Februar | Februar | Februar | Februar | Februar | Februar | Februar |
| Kw      | Mo      | Di      | Mi      | Do      | Fr      | Sa      | So      |
| ------- | ------- | ------- | ------- | ------- | ------- | ------- | ------- |
| 5       |         |         |         | 1       | 2       | 3       | 4       |
| 6       | 5       | 6       | 7       | 8       | 9       | 10      | 11      |
| 7       | 12      | 13      | 14      | 15      | 16      | 17      | 18      |
| 8       | 19      | 20      | 21      | 22      | 23      | 24      | 25      |
| 9       | 26      | 27      | 28      |         |         |         |         |

| März | März | März | März | März | März | März | März |
| Kw   | Mo   | Di   | Mi   | Do   | Fr   | Sa   | So   |
| ---- | ---- | ---- | ---- | ---- | ---- | ---- | ---- |
| 9    |      |      |      | 1    | 2    | 3    | 4    |
| 10   | 5    | 6    | 7    | 8    | 9    | 10   | 11   |
| 11   | 12   | 13   | 14   | 15   | 16   | 17   | 18   |
| 12   | 19   | 20   | 21   | 22   | 23   | 24   | 25   |
| 13   | 26   | 27   | 28   | 29   | 30   | 31   |      |

| April | April | April | April | April | April | April | April |
| Kw    | Mo    | Di    | Mi    | Do    | Fr    | Sa    | So    |
| ----- | ----- | ----- | ----- | ----- | ----- | ----- | ----- |
| 13    |       |       |       |       |       |       | 1     |
| 14    | 2     | 3     | 4     | 5     | 6     | 7     | 8     |
| 15    | 9     | 10    | 11    | 12    | 13    | 14    | 15    |
| 16    | 16    | 17    | 18    | 19    | 20    | 21    | 22    |
| 17    | 23    | 24    | 25    | 26    | 27    | 28    | 29    |
| 18    | 30    |       |       |       |       |       |       |

| Mai | Mai | Mai | Mai | Mai | Mai | Mai | Mai |
| Kw  | Mo  | Di  | Mi  | Do  | Fr  | Sa  | So  |
| --- | --- | --- | --- | --- | --- | --- | --- |
| 18  |     | 1   | 2   | 3   | 4   | 5   | 6   |
| 19  | 7   | 8   | 9   | 10  | 11  | 12  | 13  |
| 20  | 14  | 15  | 16  | 17  | 18  | 19  | 20  |
| 21  | 21  | 22  | 23  | 24  | 25  | 26  | 27  |
| 22  | 28  | 29  | 30  | 31  |     |     |     |

| Juni | Juni | Juni | Juni | Juni | Juni | Juni | Juni |
| Kw   | Mo   | Di   | Mi   | Do   | Fr   | Sa   | So   |
| ---- | ---- | ---- | ---- | ---- | ---- | ---- | ---- |
| 22   |      |      |      |      | 1    | 2    | 3    |
| 23   | 4    | 5    | 6    | 7    | 8    | 9    | 10   |
| 24   | 11   | 12   | 13   | 14   | 15   | 16   | 17   |
| 25   | 18   | 19   | 20   | 21   | 22   | 23   | 24   |
| 26   | 25   | 26   | 27   | 28   | 29   | 30   |      |

| Juli | Juli | Juli | Juli | Juli | Juli | Juli | Juli |
| Kw   | Mo   | Di   | Mi   | Do   | Fr   | Sa   | So   |
| ---- | ---- | ---- | ---- | ---- | ---- | ---- | ---- |
| 26   |      |      |      |      |      |      | 1    |
| 27   | 2    | 3    | 4    | 5    | 6    | 7    | 8    |
| 28   | 9    | 10   | 11   | 12   | 13   | 14   | 15   |
| 29   | 16   | 17   | 18   | 19   | 20   | 21   | 22   |
| 30   | 23   | 24   | 25   | 26   | 27   | 28   | 29   |
| 31   | 30   | 31   |      |      |      |      |      |

| August | August | August | August | August | August | August | August |
| Kw     | Mo     | Di     | Mi     | Do     | Fr     | Sa     | So     |
| ------ | ------ | ------ | ------ | ------ | ------ | ------ | ------ |
| 31     |        |        | 1      | 2      | 3      | 4      | 5      |
| 32     | 6      | 7      | 8      | 9      | 10     | 11     | 12     |
| 33     | 13     | 14     | 15     | 16     | 17     | 18     | 19     |
| 34     | 20     | 21     | 22     | 23     | 24     | 25     | 26     |
| 35     | 27     | 28     | 29     | 30     | 31     |        |        |

| September | September | September | September | September | September | September | September |
| Kw        | Mo        | Di        | Mi        | Do        | Fr        | Sa        | So        |
| --------- | --------- | --------- | --------- | --------- | --------- | --------- | --------- |
| 35        |           |           |           |           |           | 1         | 2         |
| 36        | 3         | 4         | 5         | 6         | 7         | 8         | 9         |
| 37        | 10        | 11        | 12        | 13        | 14        | 15        | 16        |
| 38        | 17        | 18        | 19        | 20        | 21        | 22        | 23        |
| 39        | 24        | 25        | 26        | 27        | 28        | 29        | 30        |

| Oktober | Oktober | Oktober | Oktober | Oktober | Oktober | Oktober | Oktober |
| Kw      | Mo      | Di      | Mi      | Do      | Fr      | Sa      | So      |
| ------- | ------- | ------- | ------- | ------- | ------- | ------- | ------- |
| 40      | 1       | 2       | 3       | 4       | 5       | 6       | 7       |
| 41      | 8       | 9       | 10      | 11      | 12      | 13      | 14      |
| 42      | 15      | 16      | 17      | 18      | 19      | 20      | 21      |
| 43      | 22      | 23      | 24      | 25      | 26      | 27      | 28      |
| 44      | 29      | 30      | 31      |         |         |         |         |

| November | November | November | November | November | November | November | November |
| Kw       | Mo       | Di       | Mi       | Do       | Fr       | Sa       | So       |
| -------- | -------- | -------- | -------- | -------- | -------- | -------- | -------- |
| 44       |          |          |          | 1        | 2        | 3        | 4        |
| 45       | 5        | 6        | 7        | 8        | 9        | 10       | 11       |
| 46       | 12       | 13       | 14       | 15       | 16       | 17       | 18       |
| 47       | 19       | 20       | 21       | 22       | 23       | 24       | 25       |
| 48       | 26       | 27       | 28       | 29       | 30       |          |          |

| Dezember | Dezember | Dezember | Dezember | Dezember | Dezember | Dezember | Dezember |
| Kw       | Mo       | Di       | Mi       | Do       | Fr       | Sa       | So       |
| -------- | -------- | -------- | -------- | -------- | -------- | -------- | -------- |
| 48       |          |          |          |          |          | 1        | 2        |
| 49       | 3        | 4        | 5        | 6        | 7        | 8        | 9        |
| 50       | 10       | 11       | 12       | 13       | 14       | 15       | 16       |
| 51       | 17       | 18       | 19       | 20       | 21       | 22       | 23       |
| 52       | 24       | 25       | 26       | 27       | 28       | 29       | 30       |
| 1        | 31       |          |          |          |          |          |          |

| Januar | Januar | Januar | Januar | Januar | Januar | Januar | Januar |
| Kw     | Mo     | Di     | Mi     | Do     | Fr     | Sa     | So     |
| ------ | ------ | ------ | ------ | ------ | ------ | ------ | ------ |
| 1      | 1      | 2      | 3      | 4      | 5      | 6      | 7      |
| 2      | 8      | 9      | 10     | 11     | 12     | 13     | 14     |
| 3      | 15     | 16     | 17     | 18     | 19     | 20     | 21     |
| 4      | 22     | 23     | 24     | 25     | 26     | 27     | 28     |
| 5      | 29     | 30     | 31     |        |        |        |        |

| Februar | Februar | Februar | Februar | Februar | Februar | Februar | Februar |
| Kw      | Mo      | Di      | Mi      | Do      | Fr      | Sa      | So      |
| ------- | ------- | ------- | ------- | ------- | ------- | ------- | ------- |
| 5       |         |         |         | 1       | 2       | 3       | 4       |
| 6       | 5       | 6       | 7       | 8       | 9       | 10      | 11      |
| 7       | 12      | 13      | 14      | 15      | 16      | 17      | 18      |
| 8       | 19      | 20      | 21      | 22      | 23      | 24      | 25      |
| 9       | 26      | 27      | 28      |         |         |         |         |

| März | März | März | März | März | März | März | März |
| Kw   | Mo   | Di   | Mi   | Do   | Fr   | Sa   | So   |
| ---- | ---- | ---- | ---- | ---- | ---- | ---- | ---- |
| 9    |      |      |      | 1    | 2    | 3    | 4    |
| 10   | 5    | 6    | 7    | 8    | 9    | 10   | 11   |
| 11   | 12   | 13   | 14   | 15   | 16   | 17   | 18   |
| 12   | 19   | 20   | 21   | 22   | 23   | 24   | 25   |
| 13   | 26   | 27   | 28   | 29   | 30   | 31   |      |

| April | April | April | April | April | April | April | April |
| Kw    | Mo    | Di    | Mi    | Do    | Fr    | Sa    | So    |
| ----- | ----- | ----- | ----- | ----- | ----- | ----- | ----- |
| 13    |       |       |       |       |       |       | 1     |
| 14    | 2     | 3     | 4     | 5     | 6     | 7     | 8     |
| 15    | 9     | 10    | 11    | 12    | 13    | 14    | 15    |
| 16    | 16    | 17    | 18    | 19    | 20    | 21    | 22    |
| 17    | 23    | 24    | 25    | 26    | 27    | 28    | 29    |
| 18    | 30    |       |       |       |       |       |       |

| Mai | Mai | Mai | Mai | Mai | Mai | Mai | Mai |
| Kw  | Mo  | Di  | Mi  | Do  | Fr  | Sa  | So  |
| --- | --- | --- | --- | --- | --- | --- | --- |
| 18  |     | 1   | 2   | 3   | 4   | 5   | 6   |
| 19  | 7   | 8   | 9   | 10  | 11  | 12  | 13  |
| 20  | 14  | 15  | 16  | 17  | 18  | 19  | 20  |
| 21  | 21  | 22  | 23  | 24  | 25  | 26  | 27  |
| 22  | 28  | 29  | 30  | 31  |     |     |     |

| Juni | Juni | Juni | Juni | Juni | Juni | Juni | Juni |
| Kw   | Mo   | Di   | Mi   | Do   | Fr   | Sa   | So   |
| ---- | ---- | ---- | ---- | ---- | ---- | ---- | ---- |
| 22   |      |      |      |      | 1    | 2    | 3    |
| 23   | 4    | 5    | 6    | 7    | 8    | 9    | 10   |
| 24   | 11   | 12   | 13   | 14   | 15   | 16   | 17   |
| 25   | 18   | 19   | 20   | 21   | 22   | 23   | 24   |
| 26   | 25   | 26   | 27   | 28   | 29   | 30   |      |

| Juli | Juli | Juli | Juli | Juli | Juli | Juli | Juli |
| Kw   | Mo   | Di   | Mi   | Do   | Fr   | Sa   | So   |
| ---- | ---- | ---- | ---- | ---- | ---- | ---- | ---- |
| 26   |      |      |      |      |      |      | 1    |
| 27   | 2    | 3    | 4    | 5    | 6    | 7    | 8    |
| 28   | 9    | 10   | 11   | 12   | 13   | 14   | 15   |
| 29   | 16   | 17   | 18   | 19   | 20   | 21   | 22   |
| 30   | 23   | 24   | 25   | 26   | 27   | 28   | 29   |
| 31   | 30   | 31   |      |      |      |      |      |

| August | August | August | August | August | August | August | August |
| Kw     | Mo     | Di     | Mi     | Do     | Fr     | Sa     | So     |
| ------ | ------ | ------ | ------ | ------ | ------ | ------ | ------ |
| 31     |        |        | 1      | 2      | 3      | 4      | 5      |
| 32     | 6      | 7      | 8      | 9      | 10     | 11     | 12     |
| 33     | 13     | 14     | 15     | 16     | 17     | 18     | 19     |
| 34     | 20     | 21     | 22     | 23     | 24     | 25     | 26     |
| 35     | 27     | 28     | 29     | 30     | 31     |        |        |

| September | September | September | September | September | September | September | September |
| Kw        | Mo        | Di        | Mi        | Do        | Fr        | Sa        | So        |
| --------- | --------- | --------- | --------- | --------- | --------- | --------- | --------- |
| 35        |           |           |           |           |           | 1         | 2         |
| 36        | 3         | 4         | 5         | 6         | 7         | 8         | 9         |
| 37        | 10        | 11        | 12        | 13        | 14        | 15        | 16        |
| 38        | 17        | 18        | 19        | 20        | 21        | 22        | 23        |
| 39        | 24        | 25        | 26        | 27        | 28        | 29        | 30        |

| Oktober | Oktober | Oktober | Oktober | Oktober | Oktober | Oktober | Oktober |
| Kw      | Mo      | Di      | Mi      | Do      | Fr      | Sa      | So      |
| ------- | ------- | ------- | ------- | ------- | ------- | ------- | ------- |
| 40      | 1       | 2       | 3       | 4       | 5       | 6       | 7       |
| 41      | 8       | 9       | 10      | 11      | 12      | 13      | 14      |
| 42      | 15      | 16      | 17      | 18      | 19      | 20      | 21      |
| 43      | 22      | 23      | 24      | 25      | 26      | 27      | 28      |
| 44      | 29      | 30      | 31      |         |         |         |         |

| November | November | November | November | November | November | November | November |
| Kw       | Mo       | Di       | Mi       | Do       | Fr       | Sa       | So       |
| -------- | -------- | -------- | -------- | -------- | -------- | -------- | -------- |
| 44       |          |          |          | 1        | 2        | 3        | 4        |
| 45       | 5        | 6        | 7        | 8        | 9        | 10       | 11       |
| 46       | 12       | 13       | 14       | 15       | 16       | 17       | 18       |
| 47       | 19       | 20       | 21       | 22       | 23       | 24       | 25       |
| 48       | 26       | 27       | 28       | 29       | 30       |          |          |

| Dezember | Dezember | Dezember | Dezember | Dezember | Dezember | Dezember | Dezember |
| Kw       | Mo       | Di       | Mi       | Do       | Fr       | Sa       | So       |
| -------- | -------- | -------- | -------- | -------- | -------- | -------- | -------- |
| 48       |          |          |          |          |          | 1        | 2        |
| 49       | 3        | 4        | 5        | 6        | 7        | 8        | 9        |
| 50       | 10       | 11       | 12       | 13       | 14       | 15       | 16       |
| 51       | 17       | 18       | 19       | 20       | 21       | 22       | 23       |
| 52       | 24       | 25       | 26       | 27       | 28       | 29       | 30       |
| 1        | 31       |          |          |          |          |          |          |

## Ereignisse

### Politik und Weltgeschehen

#### Zweiter Nordischer Krieg
- Mai: Vom ostpreußischen Hafen Pillau aus sticht zum ersten Mal die brandenburgische Flotte in See.

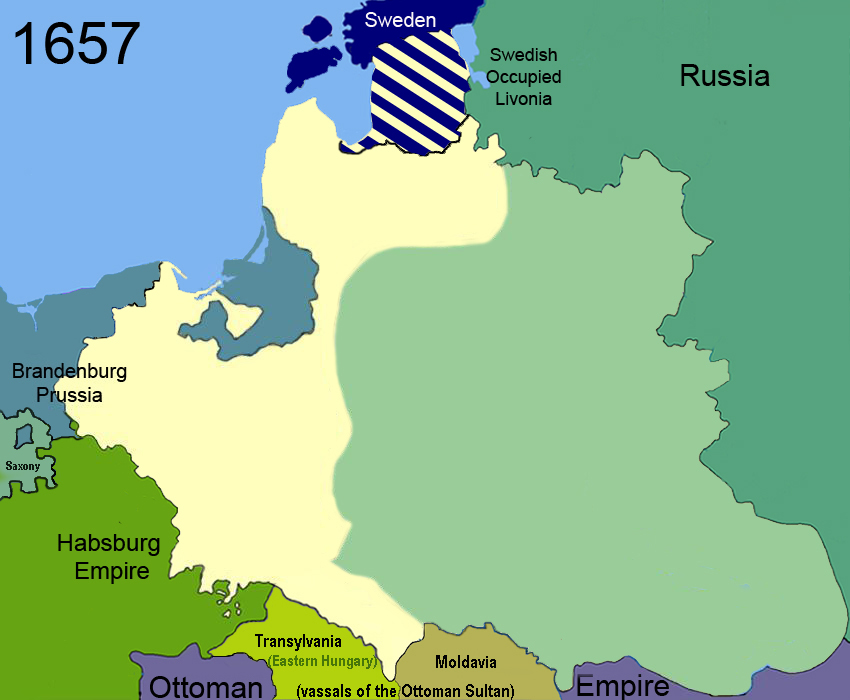
Polen 1657

- 19. September: Kurfürst Friedrich Wilhelm von Brandenburg wechselt mit dem Vertrag von Wehlau auf die Seite Polen-Litauens. Das vom Kurfürsten regierte Herzogtum Preußen wird unabhängig von Polen.
- 6. November: Der Vertrag von Bromberg bestätigt im Wesentlichen die Inhalte des Vertrags von Wehlau.
- 10. November: Schwedens vormalige Königin Christina lässt ihren früheren Günstling und Stallmeister Giovanni Monaldeschi unter dem Vorwurf des Hochverrats im französischen Schloss Fontainebleau töten.

#### Heiliges Römisches Reich
- 2. April: Auf den verstorbenen Kaiser Ferdinand III. folgt sein Sohn Leopold I. als Herrscher über die habsburgischen Erblande. Wahl und Krönung zum Kaiser erfolgen im nächsten Jahr.

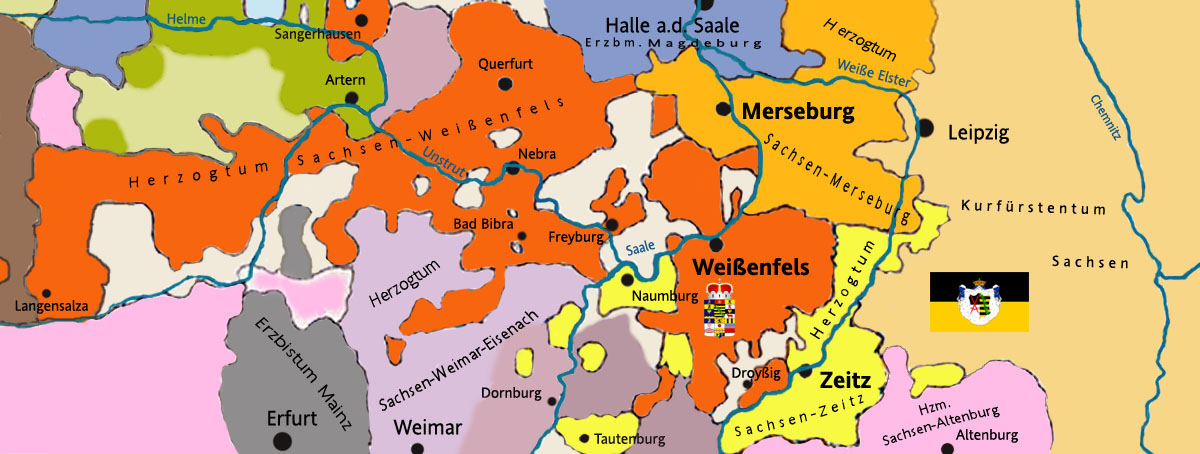
Die sächsischen Herzogtümer 1657

- 22. April: Infolge des Testaments von Johann Georg I. entstehen mit dem Freundbrüderlichen Hauptvergleich die sächsischen Sekundogenitur-Herzogtümer Sachsen-Weißenfels, Sachsen-Merseburg und Sachsen-Zeitz.

#### West- und Südeuropa

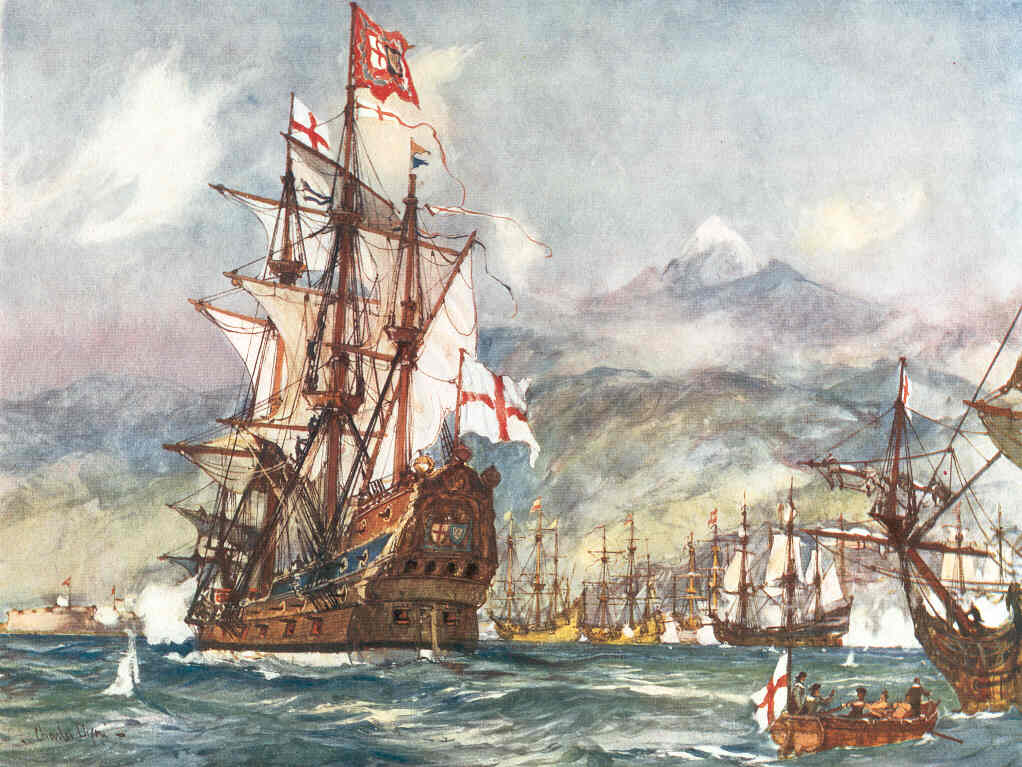
Das Flaggschiff The George während der Schlacht

- 20. April: Im Englisch-Spanischen Krieg kommt es zur Seeschlacht von Santa Cruz: Der englische Admiral Robert Blake besiegt bei Santa Cruz de Tenerife eine spanische Flotte.
- Im Restaurationskrieg um die Unabhängigkeit Portugals von Spanien wird die Stadt Mourão von den Spaniern erobert, im selben Jahr von den Portugiesen jedoch wieder zurückerobert.
- In Malta beginnt unter Großmeister Martin de Redin der Bau der De Redin Towers als Teil der Befestigungsanlagen der Insel. Bis 1660 werden an strategischen Punkten 13 dieser Türme errichtet.

### Wirtschaft
- 3. Februar: Die Stadt Warendorf erhält das Recht verliehen, einen zweitägigen Viehmarkt abzuhalten, den Fettmarkt.

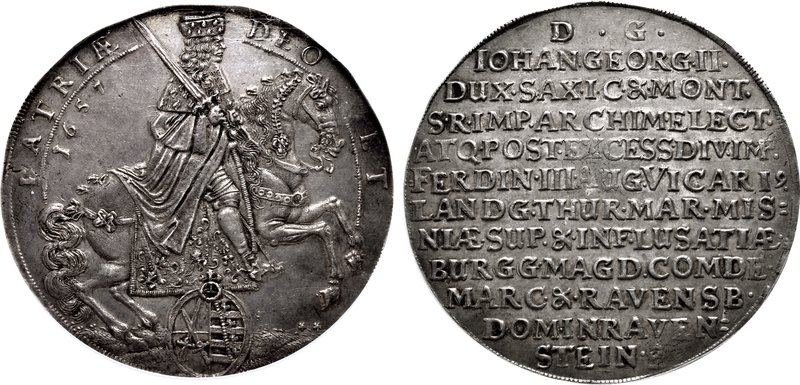
Kurfürst Johann Georg II., Vikariatsdoppeltaler von 1657

- Nach dem Tod Kaiser Ferdinand III. am 2. April übernimmt Johann Georg II., Kurfürst von Sachsen, gemäß den Regelungen der Goldenen Bulle bis zur Krönung eines Nachfolgers das Reichsvikariat. Aus diesem Anlass lässt er in der Münzstätte Dresden Vikariatsmünzen prägen.

### Wissenschaft und Technik
- Christiaan Huygens entwickelt erste Grundlagen der Wahrscheinlichkeitsrechnung.
- Otto von Guericke führt am Hof des Kurfürsten Friedrich Wilhelm von Brandenburg seine Magdeburger Halbkugeln ein weiteres Mal vor.
- Die Didactica magna von Johann Amos Comenius wird erstmals veröffentlicht.
- Kardinal Leopoldo de’ Medici und sein Bruder, Großherzog Ferdinando II. de’ Medici, gründen in Florenz die Accademia del Cimento, eine frühe wissenschaftliche Gesellschaft für experimentelle Physik.
- Der böhmische Pädagoge und Philosoph Johann Amos Comenius formuliert erstmals Unterrichtsprinzipien.
- Tokugawa Mitsukuni beginnt mit der Arbeit an dem mehrbändigen Literarischen Werk Dai Nihon shi über die Geschichte Japans.

### Kultur

#### Bildende Kunst

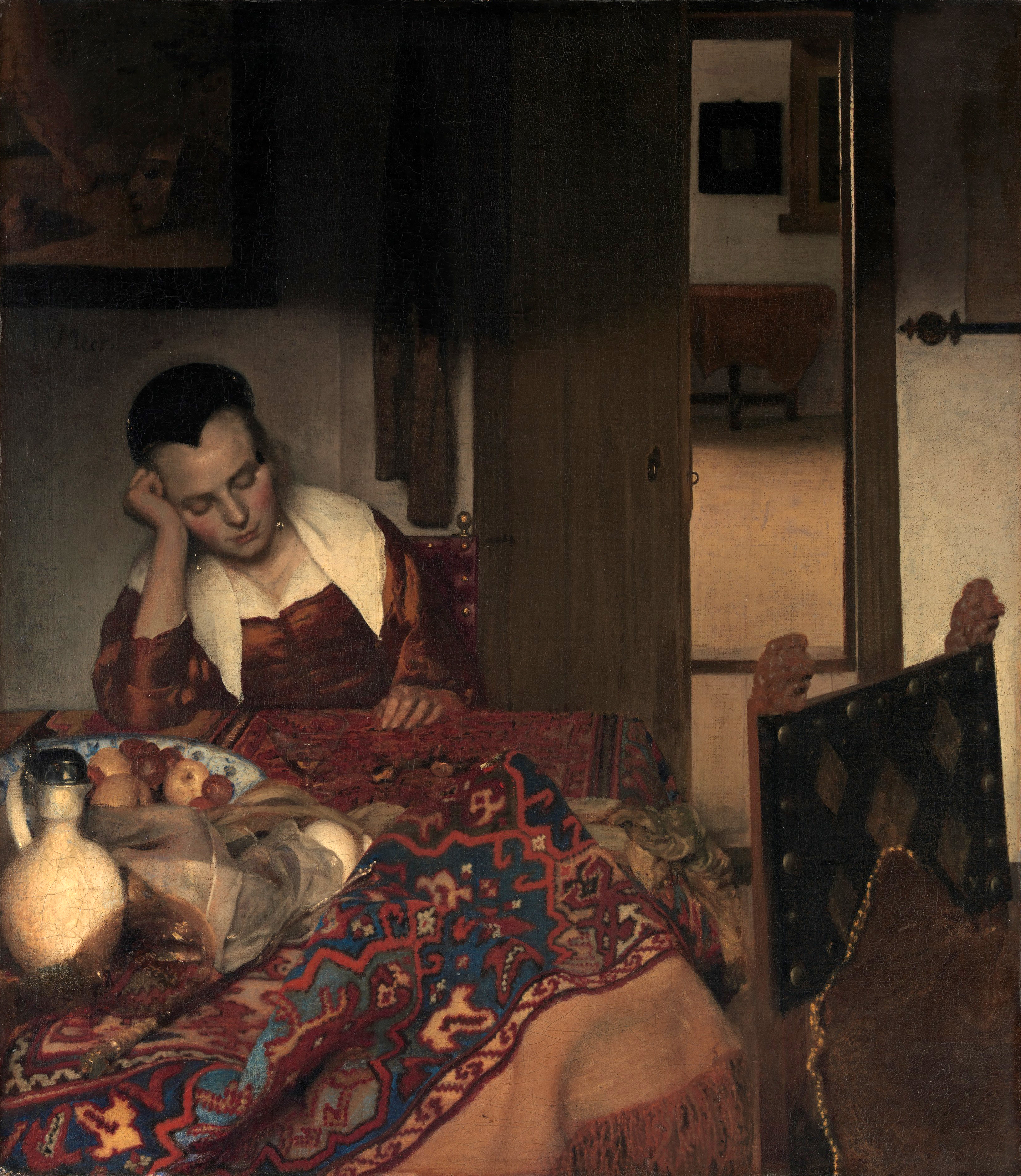
Schlafendes Mädchen

- Jan Vermeer malt in Öl auf Leinwand das Bild Schlafendes Mädchen. Im selben Jahr entsteht auch die Briefleserin am offenen Fenster.

#### Musik und Theater
- 13. Februar: Die Uraufführung des musikalischen Dramas Oronte von Johann Caspar Kerll findet in München statt.
- Der Komponist Maurizio Cazzati reformiert das Musikleben in der Basilika San Petronio und in ganz Bologna mit der Gründung der Bologneser Schule.
- Am Salvatorplatz wird das erste Opernhaus Münchens eröffnet.
- Der Codex Manesse, eine um 1300 in Zürich entstandene berühmte Liederhandschrift, taucht in Paris wieder auf.

### Gesellschaft
- Der Maler Rembrandt van Rijn, muss sein Renaissance-Haus in der heutigen Jodenbreestraat, der damaligen Hauptstraße des Amsterdamer jüdischen Viertels, verlassen, das er 1639 käuflich erworben hat.

### Katastrophen
- In Braunschweig wütet die Pest, die in den Jahren 1657/1658 laut Kirchenbüchern 5420 Todesopfer fordert.
- Beim Meireki-Großbrand in Edo in Japan kommen rund 100.000 Menschen ums Leben.

## Geboren

### Erstes Halbjahr
- 01. Januar: Johann von Bacmeister, deutscher Rechtswissenschaftler und Reichshofrat  († 1711)
- 03. Januar: Domenico Pelli, Schweizer Architekt und Bauunternehmer († 1728)
- 09. Januar: Johann Friedrich II. von Alvensleben, hannoverscher Minister († 1728)
- 18. Januar: Heinrich Casimir II., Fürst von Nassau-Dietz, Statthalter von Friesland, Groningen und Drenthe († 1696)
- 25. Januar: Giuseppe Nicola Nasini, italienischer Maler († 1736)
- 26. Januar: William Wake, Erzbischof von Canterbury († 1737)
- 27. Januar: Johann Heinrich von Berger, deutscher Jurist († 1732)
- 11. Februar: Bernard le Bovier de Fontenelle, französischer Schriftsteller († 1757)
- 01. März: Samuel Werenfels, reformierter Theologe († 1740)
- 02. März: Zacharias Steinel, kursächs. ev.-luth. Theologe und Pastor, mehrfacher Magister († 1710)
- 06. März: Auguste Magdalene von Hessen-Darmstadt, deutsche Dichterin († 1674)
- 24. März: Arai Hakuseki, neokonfuzianischer Gelehrter, Ökonom und Dichter († 1725)
- 25. März: Johann Baptist Adolph, deutscher Jesuit und Bühnendichter († 1708)
- 25. April: Emmerich Thököly, Anführer eines Aufstands gegen die habsburgische Herrschaft und Fürst von Siebenbürgen († 1705)
- 08. Mai: Martino Altomonte, italienischer Maler († 1745)
- 14. Juni: Cornelius Cruys, norwegisch-niederländischer Admiral in russischen Diensten († 1727)
- 26. Juni: Johann Carl Trumler, Dombaumeister am Stephansdom in Wien († 1720)

### Zweites Halbjahr

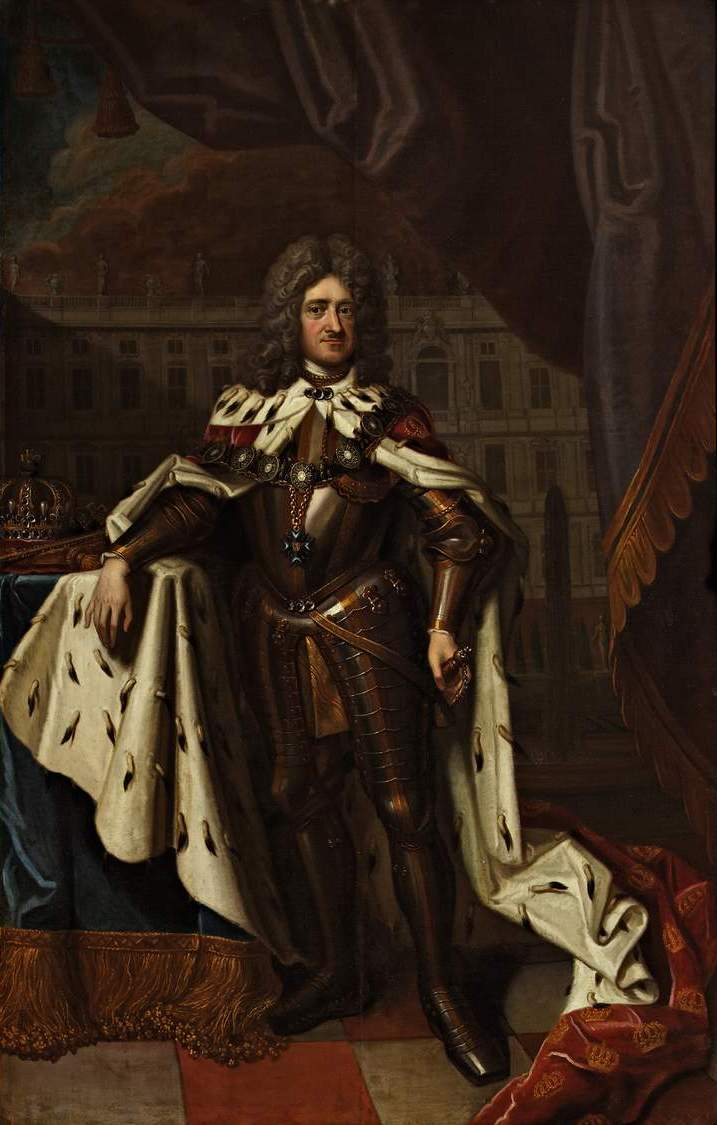
Friedrich I., König in Preußen, um 1701

- 11. Juli: Friedrich I., König in Preußen († 1713)
- 12. Juli: Friedrich Wilhelm III., Herzog von Sachsen-Altenburg († 1672)
- 25. Juli (getauft): Philipp Heinrich Erlebach, deutscher Barockkomponist († 1714)
- 01. August: Louis Thomas von Savoyen-Carignan, Graf von Soissons († 1702)
- 09. August: Pierre-Étienne Monnot, französischer Bildhauer († 1733)
- 30. August: Philipp Peter Roos, deutscher Maler († 1706)
- 04. September: Martin Knorre, deutscher Mathematiker († 1699)
- 11. September: Johann Sinapius, schlesischer Gelehrter (Historiker) († 1725)
- 17. September: Pieter Schuyler, englischer Gouverneur der Provinz New York († 1724)
- 27. September: Sofia Alexejewna, Regentin von Russland († 1704)
- 29. September: Heinrich, Herzog von Sachsen-Weißenfels-Barby und kursächsischer General († 1728)
- 04. Oktober: Francesco Solimena, neapolitanischer Maler († 1747)
- 21. Oktober: Johann Adam Brandenstein, deutscher Orgelbauer († 1726)
- 11. November: Guido von Starhemberg, österreichischer Offizier, kaiserlicher Feldmarschall († 1737)
- 12. November: Anna Dorothea von Sachsen-Weimar, Äbtissin des Reichsstifts Quedlinburg († 1704)
- 16. November: Juliane Louise von Ostfriesland, deutsche Adlige, Ehefrau des Hamburger Pastors Joachim Morgenweck († 1715)
- 26. November: William Derham, englischer Geistlicher und Naturphilosoph († 1735)
- 02. Dezember: Johann Werner von Veyder, Weihbischof und Generalvikar in Köln († 1723)
- 15. Dezember: Michel-Richard Delalande, französischer Komponist († 1726)

### Genaues Geburtsdatum unbekannt
- Hattori Dohō, japanischer Dichter († 1730)
- Catherine Sedley, Countess of Dorchester, Mätresse von Jakob II. von England († 1717)
- Sébastien Truchet, französischer Priester, Mathematiker, Physiker und Typograph († 1729)

## Gestorben

### Erstes Halbjahr
- 06. Januar: Hans Hutschenreuther, erzgebirgischer Hammerherr (* 1575)
- 22. Januar: Niels Aagaard, dänischer Schriftsteller und Gelehrter (* 1612)
- 24. Januar: Claude de Lorraine, Herzog von Chevreuse (* 1578)
- 02. Februar: Nicole, Herzogin von Lothringen (* 1608)
- 08. Februar: Laura Mancini, Herzogin von Mercoeur (* 1635/36)
- 19. Februar: Evert van Aelst, niederländischer Maler (* 1602)
- 19. Februar: Reinhard Bake, evangelischer Theologe und Pfarrer am Magdeburger Dom  (* 1587)
- 20. Februar: Ferdinand Ernst von Waldstein, kaiserlicher Hofrat und böhmischer Obristkämmerer (* 1619)
- 24. Februar: Rudolf von Colloredo, kaiserlicher Feldmarschall und Großprior des Malteserordens (* 1585)
- 25. Februar: Andreas Butz, in Passau tätiger Orgelbauer (* zwischen 1580 und 1590)
- 07. März: Balthasar van der Ast, niederländischer Maler (* 1593/94)
- 25. März: Johann Jakob Wolff von Todenwarth, Rat der Landgrafschaft Hessen-Darmstadt und kaiserlicher Rat (* 1585)
- 26. März: Jonkheer Jacob van Eyck, niederländischer Musiker (* ~1590)
- 31. März: Johannes Scherenbeck, westfälischer Geistlicher (* unbekannt)

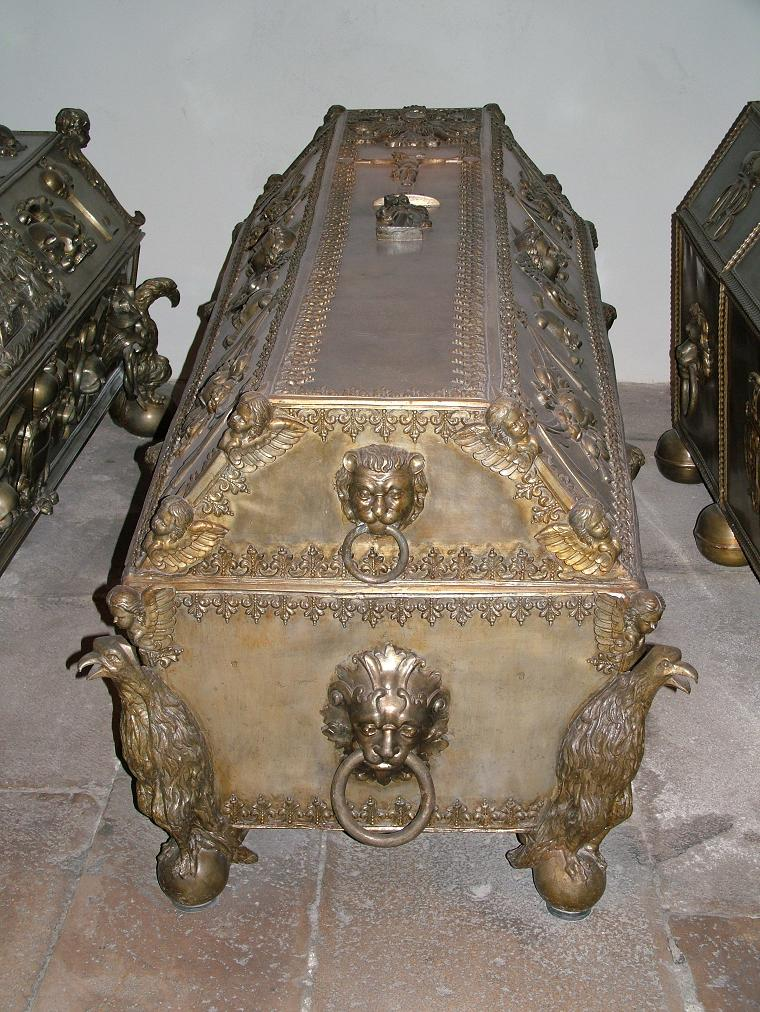
Der Sarkophag Kaiser Ferdinands III. in der Wiener Kapuzinergruft

- 02. April: Ferdinand III., römisch-deutscher Kaiser, Erzherzog von Österreich sowie König von Ungarn, Böhmen und Kroatien (* 1608)
- 02. April: Johann VIII. von Sayn-Wittgenstein, Militär, Diplomat und brandenburgischer Statthalter (* 1601)
- 08. April: Philipp von Mansfeld, Feldmarschall im Dreißigjährigen Krieg (* 1589)
- 10. April: Johann Konrad Varnbüler, württembergischer Diplomat (* 1595)
- 15. April: Petrus Wittfeld, deutscher Theologe, Katechetiker und Kirchenrechtler (* 1587)
- 17. April: Heinrich Cosel, böhmischer Rechtswissenschaftler (* 1616)
- 09. Mai: William Bradford, englischer Puritaner, Pilgervater, Mitbegründer und Gouverneur der Plymouth Colony (* 1590)
- 10. Mai: Gustaf Graf Horn, schwedischer Feldherr im Dreißigjährigen Krieg (* 1592)
- 03. Juni: William Harvey, englischer Arzt und Anatom, Entdecker des Blutkreislaufs und Wegbereiter der modernen Physiologie (* 1578)

### Zweites Halbjahr
- 02. Juli: Conrad Buchau, deutscher Bildhauer (* um 1600)
- 06. Juli: Tobias Michael, deutscher Komponist und Thomaskantor (* 1592)
- 06. August: Bogdan Chmelnizki, ukrainischer Hetman, Anführer des nach ihm benannten antipolnischen Aufstands (* 1595)
- 14. August: Jean de Lascaris-Castellar, Großmeister des Malteserordens (* 1560)
- 17. August: Robert Blake, englischer Admiral (* 1598)
- 19. August: Frans Snyders, flämischer Maler (* 1579)
- 10. September: Dietrich von Velen, Drost des Emslandes und Gründer von Papenburg (* 1591)
- 23. September: Joachim Jungius, deutscher Mathematiker, Physiker und Philosoph (* 1587)
- 26. September: Olimpia Maidalchini, römische Adelige (* 1591)
- 28. September: Emilia Secunda Antwerpiana von Oranien-Nassau, Pfalzgräfin von Zweibrücken-Landsberg (* 1581)
- 03. Oktober: Moritz von Savoyen, Kardinal der Römischen Kirche (* 1593)
- 22. Oktober: Johann Benedikt Carpzov I., deutscher evangelischer Theologe (* 1607)
- 22. Oktober: Cassiano dal Pozzo, italienischer Gelehrter und Mäzen (* 1588)
- 20. November: Menasse ben Israel, sephardischer Jude, Gelehrter, Diplomat, Schriftsteller, Kabbalist, Drucker und Verleger (* 1604)
- 000November: Hermann Mylius von Gnadenfeld, Rat und Gesandter des Grafen von Oldenburg (* 1603)
- 05. Dezember: Johan Axelsson Oxenstierna, schwedischer Staatsmann (* 1611)
- 06. Dezember: Charles d’Avaugour, französischer Diplomat (* 1600)
- 12. Dezember: Justus Sinold, deutscher Rechtswissenschaftler (* 1592)

### Genaues Todesdatum unbekannt
- Wolfgang Erhardt Abt, Coburger Chronist und Bürgermeister der 1640er
- Thomas Aylesbury, 1. Baronet, hoher englischer Beamter der Royal Navy (* 1576)
- David Bailly, niederländischer Maler (* 1584)
- Gilles de Haes, flandrischer Soldat (* 1597)
- Ján Šimbracký, slowakischer Komponist (* um 1600)